# لومنا (أين)
لومنا (بالفرنسية: Lompnas)‏ هي بلدية فرنسية تقع في إقليم الأين في فرنسا. رمز إنسي لها هو:1219. أما الرمز البريدي لها فهو: 1680.